# Tiemen Guan
Tiemen Guan är ett bergspass i Kina. Det ligger i den autonoma regionen Xinjiang, i den nordvästra delen av landet, omkring 250 kilometer sydväst om regionhuvudstaden Ürümqi. Tiemen Guan ligger 980 meter över havet.
Runt Tiemen Guan är det mycket glesbefolkat, med 2 invånare per kvadratkilometer. Närmaste större samhälle är Sayibage, 2,5 km söder om Tiemen Guan. Trakten runt Tiemen Guan är ofruktbar med lite eller ingen växtlighet.
Genomsnittlig årsnederbörd är 110 millimeter. Den regnigaste månaden är juni, med i genomsnitt 40 mm nederbörd, och den torraste är mars, med 2 mm nederbörd.